# Lycée Saint-Louis-de-Gonzague
A Lycée Saint-Louis-de-Gonzague az állammal kötött társulási szerződés alapján működő katolikus magánoktatási intézmény, amelyet általában "Franklin"-nek hívnak, utalva arra az utcára, amelyen található, Párizs 16. kerületében. Az 1894-ben alapított, a jezsuiták felügyelete alatt álló intézmény az óvodától az előkészítő osztályokig oktatást nyújt. Tudományos kiválóságáról ismert.
A legtöbb diák úgy dönt, hogy olyan előkészítő osztályokban folytatja tanulmányait, mint a Lycée privé Sainte-Geneviève, a Collège Stanislas vagy a Lycée Janson-de-Sailly. Ezután általában a legkiválóbb francia Grande École-ba kerülnek, mint például a HEC Paris, az ESSEC, az ESCP (üzleti és menedzsment tanulmányokhoz) vagy az École Polytechnique, CentraleSupélec (mérnöki és természettudományi tanulmányokhoz). Franklinnek magas az elfogadási aránya a Sciences Po Paris-ban is, ahol a hallgatók közpolitikai és társadalomtudományi tanulmányokat folytatnak. A jogot tanulni vágyó hallgatókat általában az Université Paris-Panthéon-Assas-ra, vagy orvosi diploma megszerzésére az Université Paris Cité-re veszik fel, mindkettőt Franciaország legjobbjának tartják a szakterületükön.

## Ismert diákok
- Georges Bidault, francia politikus, újságíró, ellenálló, 1946. június 24. és december 16. között ideiglenes kormányfő, és de facto Franciaország elnöke
- Michel Galabru, francia színész
- Seán MacBride, politikus, emberi jogi aktivista. A hidegháborús megosztottság miatt azon kevesek közé tartozik, aki Nobel-békedíj és a Nemzetközi Lenin-békedíj kitüntetettje
- Gabriel Matzneff, francia író, több rangos díj, köztük a Francia Akadémia Mottard és Amic díjának tulajdonosa